# Podział administracyjny Macedonii Północnej
Dzisiejsza Macedonia Północna (Republika Macedonii Północnej) pierwszy raz została wyodrębniona jako odrębny twór państwowoprawny pod koniec II wojny światowej. Od 1945 istniała jako państwo związkowe Federacyjnej Ludowej Republiki Jugosławii (od 1963 Socjalistycznej Federacyjnej Republiki Jugosławii). Odpowiednio do tego Macedonia w latach 1945–1963 nosiła nazwę „Ludowa Republika Macedonii”, a w latach 1963–1991 – „Socjalistyczna Republika Macedonii”.
8 września 1991 dotychczasowa Socjalistyczna Republika Macedonii ogłosiła niepodległość jako Republika Macedonii. Przeciwko nazwie państwa i jego symbolom, zawierającym staromacedońską Gwiazdę z Werginy, zaprotestowała sąsiednia Grecja. Z tego powodu nowo powstałe państwo w stosunkach międzynarodowych określane było nazwą „Była Jugosłowiańska Republika Macedonii” (ang. akronim FYROM od Former Yugoslav Republic of Macedonia). Spór o nazwę zakończył się w 2018 roku przyjęciem porozumienia macedońsko-greckiego i zmianą nazwy państwa na Republika Macedonii Północnej.
Granice państwa macedońskiego od 1945 nie uległy zmianie.
Podział administracyjny Macedonii Północnej po 1945 był jedno-, dwu- lub trójstopniowy:
- w latach 1945–1949 republika dzieliła się na 4 obwody, 32 okręgi i 894 rady narodowe,
- w okresie 1949–1952 sześciokrotnie zmieniano ustrój administracyjny republiki; ostatecznie wprowadzono podział na 18 okręgów i 223 gminy,
- w latach 1952–1957 republika dzieliła się na 7 okręgów i 86 gmin,
- w latach 1957–1965 republika dzieliła się na 7 okręgów i 73 gminy,
- w latach 1965–1976 republika dzieliła się na 32 gminy; w 1965 zrezygnowano z podziału na wyższe jednostki,
- w latach 1976–1996 republika dzieliła się na 34 gminy i wydzielone miasto Skopje, złożone z 5 gmin,
- w latach 1996–2004 republika dzieliła się na 123 gminy i wydzielone miasto Skopje, złożone z 7 gmin.

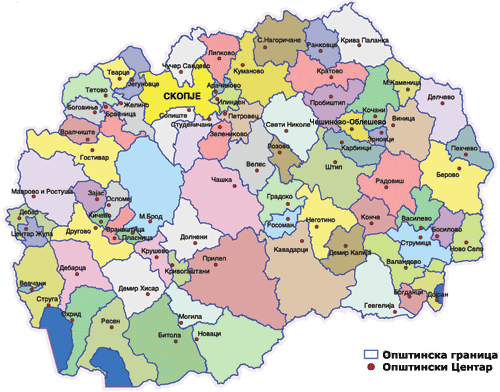

Od ostatniej reformy administracyjnej 11 sierpnia 2004 Macedonia dzieli się na 84 gminy (општина – opsztina) i miasto wydzielone Skopje, złożone już z 10 gmin. Gminy Macedonii są bardzo zróżnicowane co do powierzchni – od 1.194 km² (gmina Prilep) do 3,5 km² (gmina Czair w obrębie Skopje) i co do liczby ludności – od 105484 mieszkańców (gmina Kumanowo) do 2433 mieszkańców (gmina Wewczani). Gminy są jednostkami samorządu terytorialnego.
Od 2013 rok gmina Kiczewo została rozszerzona o gminy: Drugowo, Osłomej, Wranesztica i Zajas.
Do celów statystycznych gminy zgrupowano w osiem regionów.
Wody trzech pogranicznych jezior Macedonii Północnej: Ochrydzkiego, Prespa i Dojran nie są częściami przyległych gmin.

## Gminy Macedonii Północnej
Dane o liczbie ludności pochodzą ze spisu powszechnego w 2002
| Region statystyczny | gmina                                     | siedziba władz                            | powierzchnia | liczba ludności |
| ------------------- | ----------------------------------------- | ----------------------------------------- | ------------ | --------------- |
| Wardarski           | Wełes (Велес)                             | Wełes (Велес)                             | 518          | 55 108          |
| Wardarski           | Gradsko (Градско)                         | Gradsko (Градско)                         | 291          | 3760            |
| Wardarski           | Demir Kapija (Демир Капија)               | Demir Kapija (Демир Капија)               | 312          | 4545            |
| Wardarski           | Kawadarci (Кавадарци)                     | Kawadarci (Кавадарци)                     | 998          | 38 741          |
| Wardarski           | Negotino (Неготино)                       | Negotino (Неготино)                       | 414          | 19 212          |
| Wardarski           | Rosoman (Росоман)                         | Rosoman (Росоман)                         | 133          | 4141            |
| Wardarski           | Czaszka (Чашка)                           | Czaszka (Чашка)                           | 727          | 7673            |
| Wschodni            | Berowo (Берово)                           | Berowo (Берово)                           | 597          | 13 941          |
| Wschodni            | Winica (Виница)                           | Winica (Виница)                           | 432          | 19 938          |
| Wschodni            | Dełczewo (Делчево)                        | Dełczewo (Делчево)                        | 423          | 17 505          |
| Wschodni            | Zrnowci (Зрновци)                         | Zrnowci (Зрновци)                         | 52           | 3264            |
| Wschodni            | Karbinci (Карбинци)                       | Karbinci (Карбинци)                       | 231          | 4012            |
| Wschodni            | Koczani (Кочани)                          | Koczani (Кочани)                          | 357          | 38 092          |
| Wschodni            | Łozowo (Лозово)                           | Łozowo (Лозово)                           | 166          | 2858            |
| Wschodni            | Makedonska Kamenica (Македонска Каменица) | Makedonska Kamenica (Македонска Каменица) | 189          | 8110            |
| Wschodni            | Pehczewo (Пехчево)                        | Pehczewo (Пехчево)                        | 208          | 5517            |
| Wschodni            | Probisztip (Пробищип)                     | Probisztip (Пробищип)                     | 326          | 16 193          |
| Wschodni            | Sweti Nikołe (Свети Николе)               | Sweti Nikołe (Свети Николе)               | 483          | 18 497          |
| Wschodni            | Czeszinowo-Obleszewo (Чешиново-Облешево)  | Obleszewo (Облешево)                      | 133          | 7490            |
| Wschodni            | Sztip (Штип)                              | Sztip (Штип)                              | 583          | 47 796          |
| Pelagonijski        | Bitola (Битола)                           | Bitola (Битола)                           | 790          | 95 385          |
| Pelagonijski        | Demir Hisar (Демир Хисар)                 | Demir Hisar (Демир Хисар)                 | 480          | 9497            |
| Pelagonijski        | Dołneni (Долнени)                         | Dołneni (Долнени)                         | 418          | 13 568          |
| Pelagonijski        | Kriwogasztani (Кривогаштани)              | Krivogaštani (Кривогаштани)               | 88           | 6150            |
| Pelagonijski        | Kruszewo (Крушево)                        | Kruszewo (Крушево)                        | 190          | 9684            |
| Pelagonijski        | Mogiła (Могила)                           | Mogiła (Могила)                           | 255          | 6710            |
| Pelagonijski        | Nowaci (Новаци)                           | Nowaci (Новаци)                           | 755          | 3549            |
| Pelagonijski        | Prilep (Прилеп)                           | Prilep (Прилеп)                           | 1198         | 76 768          |
| Pelagonijski        | Resen (Ресен)                             | Resen (Ресен)                             | 549          | 16 825          |
| Połoski             | Bogowińe (Боговиње)                       | Bogowińe (Боговиње)                       | 141          | 28 997          |
| Połoski             | Brwenica (Брвеница)                       | Brwenica (Брвеница)                       | 164          | 15 855          |
| Połoski             | Wrapcziszte (Врабчиште)                   | Wrapcziszte (Врабчиште)                   | 157          | 25 399          |
| Połoski             | Gostiwar (Гостивар)                       | Gostiwar (Гостивар)                       | 375          | 81 042          |
| Połoski             | Żelino (Желино)                           | Żelino (Желино)                           | 201          | 24 390          |
| Połoski             | Jegunowce (Јегуновце)                     | Jegunowce (Јегуновце)                     | 174          | 10 790          |
| Połoski             | Mawrowo i Rostusza (Маврово и Ростуша)    | Rostusza (Ростуша)                        | 856          | 8618            |
| Połoski             | Tearce (Теарце)                           | Tearce (Теарце)                           | 137          | 22 454          |
| Połoski             | Tetowo (Тетово)                           | Tetowo (Тетово)                           | 262          | 86 580          |
| Północno-wschodni   | Kratowo (Кратово)                         | Kratowo (Кратово)                         | 375          | 10 441          |
| Północno-wschodni   | Kriwa Pałanka (Крива Паланка)             | Kriwa Pałanka (Крива Паланка)             | 482          | 20 820          |
| Północno-wschodni   | Kumanowo (Куманово)                       | Kumanowo (Куманово)                       | 432          | 105 484         |
| Północno-wschodni   | Lipkowo (Липково)                         | Lipkowo (Липково)                         | 270          | 27 058          |
| Północno-wschodni   | Rankowce (Ранковце)                       | Rankowce (Ранковце)                       | 240          | 4144            |
| Północno-wschodni   | Staro Nagoriczane (Старо Нагоричане)      | Staro Nagoriczane (Старо Нагоричане)      | 515          | 4840            |
| Skopijski           | Aerodrom (Аеродром)                       | dzielnica Skopje                          | –            | 72 009          |
| Skopijski           | Buteł (Бутел)                             | dzielnica Skopje                          | –            | 36 154          |
| Skopijski           | Gazi Baba (Гази Баба)                     | dzielnica Skopje                          | 92           | 72 617          |
| Skopijski           | Dźorcze Petrow (Ѓорче Петров)             | dzielnica Skopje                          | 63           | 41 634          |
| Skopijski           | Karposz (Карпош)                          | dzielnica Skopje                          | 21           | 59 666          |
| Skopijski           | Kiseła Woda (Кисела Вода)                 | dzielnica Skopje                          | 43           | 57 236          |
| Skopijski           | Saraj (Сарај)                             | dzielnica Skopje                          | 230          | 35 408          |
| Skopijski           | Centar (Центар)                           | dzielnica Skopje                          | 9            | 45 412          |
| Skopijski           | Czair (Чаир)                              | dzielnica Skopje                          | 53           | 64 773          |
| Skopijski           | Szuto Orizari (Шуто Оризари)              | dzielnica Skopje                          | 6            | 22 017          |
| Skopijski           | Araczinowo (Арачиново)                    | Araczinowo (Арачиново)                    | 38           | 11 597          |
| Skopijski           | Zełenikowo (Зелениково)                   | Zełenikowo (Зелениково)                   | 177          | 4077            |
| Skopijski           | Ilinden (Илинден)                         | Ilinden (Илинден)                         | 97           | 15 894          |
| Skopijski           | Petrowec (Петровец)                       | Petrowec (Петровец)                       | 222          | 8255            |
| Skopijski           | Sopiszte (Сопиште)                        | Sopiszte (Сопиште)                        | 223          | 5656            |
| Skopijski           | Studeniczani (Студеничани)                | Studeniczani (Студеничани)                | 276          | 17 246          |
| Skopijski           | Czuczer-Sandewo (Чучер-Сандево)           | Czuczer-Sandewo (Чучер Сандево)           | 215          | 8493            |
| Południowo-wschodni | Bogdanci (Богданци)                       | Bogdanci (Богданци)                       | 114          | 8707            |
| Południowo-wschodni | Bosiłowo (Босилово)                       | Bosiłowo (Босилово)                       | 143          | 14 260          |
| Południowo-wschodni | Wałandowo (Валандово)                     | Wałandowo (Валандово)                     | 331          | 11 890          |
| Południowo-wschodni | Wasiłewo (Василево)                       | Wasiłewo (Василево)                       | 231          | 12 122          |
| Południowo-wschodni | Gewgelija (Гевгелија)                     | Gewgelija (Гевгелија)                     | 484          | 22 988          |
| Południowo-wschodni | Koncze (Конче)                            | Koncze (Конче)                            | 233          | 3536            |
| Południowo-wschodni | Nowo Seło (Ново Село)                     | Nowo Seło (Ново Село)                     | 257          | 11 567          |
| Południowo-wschodni | Radowisz (Радовиш)                        | Radowisz (Радовиш)                        | 502          | 28 244          |
| Południowo-wschodni | Dojran (Дојран)                           | Star Dojran (Стар Дојран)                 | 129          | 3426            |
| Południowo-wschodni | Strumica (Струмица)                       | Strumica (Струмица)                       | 311          | 54 676          |
| Południowo-zachodni | Wewczani (Вевчани)                        | Wewczani (Вевчани)                        | 35           | 2433            |
| Południowo-zachodni | Debar (Дебар)                             | Debar (Дебар)                             | 85           | 19 542          |
| Południowo-zachodni | Debarca (Дебарца)                         | Bełcziszta (Белчишта)                     | 423          | 5507            |
| Południowo-zachodni | Centar Żupa (Центар Жупа)                 | Centar Żupa (Центар Жупа)                 | 107          | 6519            |
| Południowo-zachodni | Kiczewo (Кичево)                          | Kiczewo (Кичево)                          | 838          | 56 734          |
| Południowo-zachodni | Makedonski Brod (Македонски Брод)         | Makedonski Brod (Македонски Брод)         | 875          | 7141            |
| Południowo-zachodni | Ochryda (Охрид)                           | Ochryda (Охрид)                           | 392          | 55 749          |
| Południowo-zachodni | Płasnica (Пласница)                       | Płasnica (Пласница)                       | 54           | 4545            |
| Południowo-zachodni | Struga (Струга)                           | Struga (Струга)                           | 469          | 63 376          |